# Radar (programma)
Radar is een platform met kritische kijk op consumentenzaken. Het televisieprogramma is elke maandagavond van september tot medio mei om 20.25 uur rechtstreeks te zien bij AVROTROS op NPO 2. Het wordt gepresenteerd door Antoinette Hertsenberg en Fons Hendriks. Alle uitzendingen zijn ook te bekijken op de website.
Het programma omvat elke week twee tot vier onderwerpen waar naar gekeken wordt. Vaak is een van deze onderwerpen een onderzoek naar een product, bedrijf of probleem waar Fons Hendriks op pad gaat als onderzoeksjournalist om meer informatie over hierover te krijgen. De andere elementen zijn vaak interviews met mensen met een probleem of het testen van een product.
Het programma maakt zich hard voor een betere behandeling van consumenten door bedrijven en overheid, en kijkt met een kritische blik naar de service die aan de consument wordt verleend. Het programma trekt wekelijks ongeveer 525.000 kijkers.
Vroeger stond het programma ook wel bekend als TROS Radar.

## Inhoud

### Misstanden
In het begin van het vorige decennium stond het programma Radar bekend om het blootleggen van kwakzalverij en dubieuze praktijken in diverse sectoren. Met een scherp oog voor consumentenbelangen onthulde het programma misleidende reclames, ondeugdelijke producten en twijfelachtige behandelingen. Het was een kritische stem die opkwam voor de gewone consument en een belangrijke rol speelde in het bewust maken van consumentenrechten.
In de loop der jaren is de focus van Radar echter verschoven. Waar het programma voorheen voornamelijk gericht was op het aan de kaak stellen van kwakzalverij, heeft het zich tegenwoordig meer gericht op een breed scala aan hedendaagse consumentenzaken. Terwijl het nog steeds aandacht besteedt aan misleidende praktijken en ondeugdelijke producten, richt het zich nu ook op onderwerpen zoals financiële diensten, gezondheidszorg, technologie en duurzaamheid.
Op dit moment zijn regelmatig terugkerende onderwerpen vooral misstanden bij grote bedrijven (verzekeraars zoals in de woekerpolisaffaire, nutsbedrijven, kabelmaatschappijen), falende overheidsdiensten en misleidende marketing. Ook worden er regelmatig producten of diensten getest, of gaan redacteuren met camera op pad, om zo misstanden bij bedrijven naar buiten te brengen. Vast onderdeel in het programma is onder meer het telefoonteam waar consumenten hun klachten kunnen melden.

## Website en forum
Het programma heeft een uitgebreide eigen website, waar onder andere een omvangrijk internetforum te vinden is waar veel twijfelachtige praktijken tegen het licht worden gehouden. 

### Testpanel
Het programma beschikt ook over een eigen testpanel. Via dit testpanel, waar de consument kosteloos lid van kan worden, neemt Radar regelmatig eigen enquêtes af en gebruikt de resultaten in het programma. Het testpanel telt enkele tienduizenden leden. Wie lid wil worden van het testpanel kan zich hiervoor aanmelden via de site van het programma.

### Blogs en forum
Radar post dagelijks meerdere posts waarin zij uitleg geeft over zaken die belangrijk kunnen zijn voor consumenten, zoals:
- Banken, verzekeraars, know your customer (KYC) procedures en bankfraudes;
- Energieleveranciers en zonnepanelen;
- Overheidsbeleid en veranderingen in wet- en regelgeving;
- E-commerce en post- en pakketlevering;
- Discriminatie op de werkvloer;
- Misleiding op internet;
- Wat te doen bij faillissementen.

Daarnaast wordt er veel gevarieerde informatie gepost over hedendaagse problematiek waar een consument tegenaan kan lopen.

## Korte video's
Radar maakt sinds 2023 ook korte videoclips gepresenteerd door Evita Vervuurt waarin zij in korte clips van gemiddeld vijf minuten een probleem aan de kaak stelt. Deze clips richten zich op gevarieerde onderwerpen en worden voornamelijk gebruikt in de blogposts op de website en op socialemediakanalen zoals Youtube, Instagram en Tiktok.

## Radiovariant
Sinds januari 2017 wordt het programma op zaterdagmiddag ook uitgezonden op NPO Radio 1, onder de naam Radio Radar. De presentatie is hier in handen van Mischa Blok. Eerder was er eind jaren '90 en begin 21e eeuw een radioprogramma. In dit programma wordt sinds 2017 de Loden Radioleeuw uitgereikt aan de meest irritante radioreclame. Deze prijs is de opvolger van het Houten Reclameblok dat tot 2014 tijdens de Coen en Sander Show op NPO 3FM werd uitgereikt aan de meest irritante radioreclame. Radar nam deze uitreiking over nadat deze show in 2015 ophield te bestaan en verhuisde naar Radio 538.

## Douche en Loden Leeuw
Voorheen werd iedere week een "douche" uitgereikt. Kijkers konden hiervoor een bedrijf nomineren met een goede of juist slechte service, dat dan een warme of koude douche kreeg. Een warme douche voor een goede service en een koude douche voor een slechte service. De douche werd voor het laatst uitgereikt in de laatste aflevering van het seizoen 2017/2018.
Tussen 2002 en 2024 reikte het programma jaarlijks de Loden Leeuw uit, een prijs voor de meest irritante reclame op de Nederlandse televisie. Ook wordt er een prijs uitgereikt voor de meest irritante Bekende Nederlander in een reclame. Bekende winnaars van deze "persoonlijkheidsprijs" zijn onder meer Edvard Niessing, de Tokkies, Beau van Erven Dorens en Louis van Gaal. In 2024 stopte Radar met het uitreiken van de Loden Leeuw, nadat de animo voor de prijs was afgenomen.

## Kwakzalverij
In het vorige decennium kreeg vooral kwakzalverij veel aandacht bij Radar. Hiervoor ontving het programma in 2005 zelfs een prijs. De Vereniging tegen de Kwakzalverij had in dat jaar, ter gelegenheid van haar 125-jarig bestaan, de Gebroeders Bruinsma Erepenning ingesteld. Het televisieprogramma kreeg de prijs "wegens de voortreffelijke wijze waarop zij bij herhaling ernstige vormen van kwakzalverij aan de kaak stelt", aldus een woordvoerder van de vereniging.

## Kritiek

### Radar uit de raad van journalistiek
Sinds 2007 weigert Radar medewerking aan de Raad voor de Journalistiek, nadat een beslissing van de raad als gegrond was verklaard. Dit besluit volgde op een veroordeling in de zaak-Cleantec, waarbij de Raad oordeelde dat Radar 'uitlatingen bewust zo gemonteerd heeft dat een onjuist en misleidend beeld ontstaat'. Het nadeel van het niet meewerken aan de Raad voor de Journalistiek is dat het programma de mogelijkheid ontneemt om eventuele onjuistheden recht te zetten en het publiek inzicht te bieden in eventuele correcties of verduidelijkingen naar aanleiding van dergelijke zaken. Het kan de geloofwaardigheid van het programma beïnvloeden en het publiek kan het als een gebrek aan transparantie ervaren.

### Het niet juist toepassen van wederhoor
Er zijn verschillende gevallen bekend waarbij Radar ervan beschuldigd werd geen of onvoldoende wederhoor te hebben toegepast. In de casus van Dansstudio Sway paste TROS Radar geen correcte hoor en wederhoor toe, omdat de eigenaresse van Sway slechts op de dag van de uitzending op de hoogte werd gebracht. Enkele belangrijke punten van kritiek zijn dat in sommige reportages het erop lijkt dat Radar uitsluitend de kant van de klager belicht, zonder de beschuldigde partij voldoende ruimte te geven om te reageren. Dit kan leiden tot een eenzijdig beeld van de situatie en onvolledige informatieverstrekking aan de kijkers.

### Overvaljournalistiek
Met betrekking tot de zaak-Cleantec belde Radar op 5 oktober 2006 zonder aankondiging met een draaiende camera aan bij de woning van de geïnterviewde. Het verzoek om de camera uit te zetten werd niet gehonoreerd. Hierdoor was er sprake van zogeheten 'overvaljournalistiek', een techniek die vaak onterecht wordt toegepast om mensen onwillig voor de camera te krijgen.

### Veel rechtszaken met claim van sensationele televisie
Radar wordt geconfronteerd met tal van rechtszaken waarin wordt beweerd dat zij sensationele televisie maakt om kijkers te boeien. Hoewel dit niet noodzakelijk de kwaliteit van hun werk aantast, kan het grote aantal rechtszaken en het ontbreken van aansluiting bij de Raad voor de Journalistiek problemen veroorzaken doordat er beperkte mogelijkheden zijn om zich te verdedigen tegen dergelijke claims.

### Auteursrechtschending
In 2014 werd TROS Radar in een civiele zaak veroordeeld voor het illegaal gebruik van materiaal van anderen, waarbij zij het auteursrecht hadden geschonden.

## Verhuizing van NPO 1 naar NPO 2
In februari 2023 verhuisde Radar van NPO 1 naar NPO 2. De verhuizing had een grote impact op de kijkcijfers van het programma. De kijkcijfers voor de verhuizing zorgden voor een keldering in cijfers, naar schatting verloor Radar twee derde van de vaste kijkers. Voorheen trok Radar tussen de 1,5 en 1,7 miljoen geïnteresseerden.

## Radar Extra
Sinds 23 december 2013 worden er ook documentaires uitgezonden onder de naam Radar Extra. In deze documentaires wordt dieper ingegaan op onderwerpen waar burgers en consumenten mee te maken hebben.